# Булгаков, Иван Афанасьевич
Иван Афанасьевич Булгаков (24 июня (7 июля) 1900, Киев — 1969, Париж) — русский футболист и музыкант-балалаечник. Двукратный чемпион Болгарии в составе клуба «Владислав». Младший брат Михаила Булгакова.

## Биография
Иван Булгаков родился в 1900 году в Киеве и был шестым из семи детей в семье богослова Афанасия Ивановича Булгакова и Варвары Михайловны Булгаковой (Покровской). У него было двое братьев, Николай и Михаил (знаменитый писатель), а также четыре сестры: Вера, Надежда, Варвара и Елена. С детства хорошо умел петь и играть на балалайке.
Среднее образование получил в Императорской Александровской гимназии в Киеве, где был одноклассником Глеба Ватагина, известного физика. Не смог окончить гимназию из-за Октябрьской революции и последовавшей за ней Гражданской войны. Принимал участие в войне на стороне белых. В январе 1919 служил в Астраханской армии. В марте в Киеве заболел тифом. Осенью того же года присоединился к Добровольческой армии в Киеве. В начале 1920 года в составе корпуса генерала Бредова был интернирован в Польше. В июле с отрядом Бредова прибыл в Крым, откуда в ноябре был эвакуирован в составе Русской армии Врангеля в Галлиполи.
Там он присоединился к футбольной команде «Галлиполи», состоящей из эмигрантов. Также принимал участие в товарищеских матчах в составе команды «Сокол» (г. Харманли). В 1922 году Булгаков присоединился к одной из сильнейших болгарских команд того времени — «Владислав» (г. Варна). В 1925 году принимал участие в финальном матче чемпионата Болгарии с софийским «Левски», в котором его команда победила со счётом 2:0, став первым чемпионом Болгарии. В 1926 году снова сыграл в финале против «Славии». Встреча завершилась со счётом 1:1 и на следующий день должна была состояться переигровка, однако «Славия» обвиняла судью в предвзятости, а сам арбитр Георгий Григоров не явился на стадион, из-за чего встреча сорвалась. После долгого разбирательства окончательной датой переигровки было названо 7 апреля 1927 года, команда «Славии» не явилась на игру, в связи с чем «Владиславе» была присуждена победа 3:0. В составе «Владиславы» Булгаков выступал до 1930 года и провёл в сумме 104 матча и забил 26 голов в чемпионате Болгарии и районных соревнованиях Варны.
В 1930 году по приглашению старшего брата Николая Иван с женой и дочерью переехали в Париж. Там он до конца жизни проработал в оркестре русского ресторана; из-за отсутствия образования устроиться на более престижную работу он не мог. По воспоминаниям дочери, он писал музыку к стихам собственного сочинения и исполнял их в ресторане. В 1934 году развёлся с женой. В последние годы жизни злоупотреблял алкоголем. Умер в Париже в 1969 году (по другим данным — в 1968) от последствий ранения, полученного в гражданскую войну. Похоронен в Эпине-Сюр-Орж в трёх километрах от Сент-Женевьев-де-Буа на участке для неимущих, о чём долгое время не было известно.
В эмиграции Иван поддерживал общение с братом Михаилом. К письму от 1926 года прилагалось несколько стихотворений, одно из которых, «Страшный суд», вероятно, повлияло на замысел «Мастера и Маргариты». После 1934 года переписка прекратилась. В 1934 и 1935 годах Михаил подавал прошение на выезд с супругой в Париж, чтобы повидать братьев, но оба раза получал отказ.

## Семья
Со своей будущей женой Натальей Кирилловной Минко, дочерью генерала К. В. Минко, познакомился в Варне в 1924 году. В 1934 они развелись. В этом браке родилась дочь Ирина (25 февраля 1925, Варна — 10 марта 2000, Париж) — редактор выпускавшейся в Париже газеты «Русская мысль». Всю жизнь посвятила творчеству своего дяди Михаила. Решением парижского суда высшей инстанции (1991) она была признана попечителем по авторским правам печатных изданий произведений Булгакова во Франции.